# 加拿大国家艺术中心乐团
加拿大国家艺术中心乐团（National Arts Centre Orchestra），成立于1969年。
加拿大国家艺术中心（Canada's National Arts Centre）于1969年开幕，同年成立国家艺术中心乐团。乐团历任音乐总监包括了平夏斯·祖克曼(1999–2015),Jean-Marie Beaudet (1969-1971), Mario Bernardi (1971-1982),Franco Mannino (1982-1987),Gabriel Chmura (1987-1990),特雷沃·平诺克 (1991-1997)。
2015年9月加拿大国家艺术中心乐团（Canada's National Arts Centre Orchestra）迎来了新一任的音乐总监亚历山大·雪莱（Alexander Shelley），他作为年轻一代的指挥家在欧洲极负盛名，因成为德国纽伦堡交响乐团的指挥而被广为知晓，更在2015年1月被任命为英国皇家爱乐乐团的首席副指挥，如今他将会为加拿大国家艺术中心乐团打开一个新的时代。

## 概述
1969年加拿大国家艺术中心（NAC）开幕同年国家艺术中心乐团（NACO）成立。NACO每年演出超过一百场，与世界各地的众多知名音乐家有愉快的合作包括郎朗、马友友、王羽佳、伊扎克·帕尔曼、芮妮·弗莱明、James Ehnes、伊曼纽尔·艾克斯等。2015年9月与郎朗基金会合作举办大型钢琴教育项目101pianists（101钢琴家）。

## 艺术家团队
从创立之初起，国家艺术中心乐团委托制作了超过80个新作品，其中大多都来自于加拿大本国的艺术家。在2001年其为加拿大的作曲家成立了国家艺术中心奖，迄今为止的得奖者有Denys Bouliane, John Estacio, Peter Paul Koprowski, Gary Kulesha, Alexina Louie 以及 Ana Sokolovic。[1]  
NACO曾经的音乐总监包括了：平夏斯·祖克曼, Mario Bernardi 和特雷沃·平诺克。在2015-16乐季，艺术家的团队中还包括了，首要客席指挥约翰·斯托尔高兹，家庭音乐会首席指挥Alain Trudel以及流行音乐会指挥Jack Everly。

## 巡回演出
除却一系列的常规的音乐会以外，交响乐团每年展开遍及加拿大全境的巡演和世界巡回演出，最近两年分别将演出带到了中国（2013年）、英国（2014年）。2014年的英国巡演是为了纪念第一次世界大战，跟随着加拿大部队100年前的足迹，NACO通过超过五十场的教育活动和音乐会来探索那些音乐中有关纪念和回忆的主题。巡演展示了加拿大作曲家的杰出的作品同时也展现了音乐家作为一个演出者同时作为一个教育者的成功。

## 音乐教育

### 夏季音乐学院
在1999年，平夏斯·祖克曼成立里NAC青年艺术家项目，作为NAC夏季音乐学院的一部分为才华横溢的青年艺术家创造一个得到菁英教育的机会。在过去的这些年中，这个项目从一个仅仅10个人的团队逐渐壮大，拓展出了指挥项目和作曲家项目。这三个项目组成了如今的NAC的夏季音乐学院。

### 大师班
通过NAC具有划时代意义的Hexagon Studio中的视频会议系统，NACO的大师课得以实时转播到全世界各地，让所有学生都可以被同时授课。夏季音乐学院搭建起了加拿大与世界之间的音乐的桥梁。截止2014年，超过1000名学生从各地汇集到加拿大、汇集到国家艺术中心学习。

## 录音与数字音乐

### 录音专辑
NACO共有超过40张的公开发售的录音专辑，包括了2014朱诺奖获奖专辑——由Hannu Lintu指挥、Angela Hewitt演奏的——莫扎特钢琴协奏曲。更多的NACO的音乐会的录音在NAC的表演艺术教育的主页ArtsAlive 上的 NACmusicbox免费提供收听。这其中也包括了NACO在过去的45年中制作的100个加拿大新作品的一些精选作品。

### 数字广播
NACO podcast（NACO播客）通过苹果ios系统中的自带免费app——podcast（播客）中的Canada’s National Arts Centre 频道，不定期更新音乐广播项目。通过主持人（NACO成员）与其他音乐家的对话来传递NACO的音乐理念、对于音乐会曲目编排的巧思、抑或是对于单纯某件音乐作品的背景、乐章结构的详细介绍。从而普及音乐，让更多的人了解喜爱古典音乐。